# Преступление со многими неизвестными
Преступление со многими неизвестными (укр. Злочин з багатьма невідомими) — украинский телевизионный семисерийный фильм режиссёра Олега Биймы, снятый на студии «Укртелефильм» в 1993 году. Создатели фильма награждены Государственной премией Украины им. Тараса Шевченко.

## Сюжет
Сюжет разворачивается в нескольких направлениях: события, которые происходят в 1888 году, и события, связанные с главными героями из их прошлого.
В ночь на 30 июля 1888 года на усадьбе графини Торской состоялся несчастный случай с ксендзом Деревацким, в результате которого он сильно ушибся. Графиня вызывает своего сына Адама. Молодой граф едет за врачом во Львов. Там наведывается в свою квартиру, где находятся Юрий Деменюк с дочкой Маланкой. В ожидании доктора заходит к другу Эдварду занять денег, там же знакомится с очаровательной француженкой Лили.
Приглашённый Адамом из Львова врач после осмотра больного настаивает на том, чтобы поставить в известность о случившимся власти. На следующий день в усадьбу прибывает судья Ковнацкий с двумя врачами-экспертами, которые подтверждают, что это было покушение на убийство, а не несчастный случай. Судья Ковнацкий является соседом Адама Торского по дому в Львове. Во время пребывания судьи на усадьбе находят сюртук и кошелёк ксендза в ручье.
Судья Ковнацький за чашечкой кофе устраивает допрос Адаму о событиях, предшествующих той самой ночи. При этом он решает представить всё так, якобы следствие идёт ошибочным путём и приказывает арестовать садовника Торских Яна Луцьо, его отчима Краевского и каменщика Павла Герасимовича. При этом следить за событиями на усадьбе поручают следственному агенту Шпангу, от которого и получают дополнительную информацию. А именно, во время обыска он находит обгорелые записи и ценные бумаги. На одному из клочков было указано ОТ — 35 тысяч злотых. Когда он замечает, что кто-то следит за ним он, оставляет бумажки и старается догнать наблюдателя, однако это ему не удаётся, а когда он возвращается, выясняется что бумажки исчезли.
Из воспоминаний графини Торской становится известным, что она давно знает Нестора Деревацкого ещё во времена, когда он не имел сана и был их семейным учителем. Тогда у них появились первые чувства друг к другу. Однако об этой связи узнают родители Олимпии и увольняют Нестора. Их следующая встреча происходит через 10 лет, Нестор становится ксендзом, а Олимпия — женой неизлечимо больного графа Торского — игрока, бабника и развратника. Между графиней и ксендзом снова вспыхивает чувство. Во время одной из очередных ссор с Олимпией граф Торский бросает ей вдогонку керосиновую лампу, которая разбивается и начинается пожар, в котором заживо сгорает граф.
Во время обыска в шкафу отца Нестора — находят такие же бумажки, которые были найдены в печи со следами крови. В этот же день Олимпия и Адам Торские второпях покидают усадьбу, а Нестор Деревацкий умирает. Графы Торские приезжают на кладбище во Львове на могилу мужа Олимпии, а потом направляются к её брату Станиславу Поляновскому, у которого просят защиты от судьи Ковнацкого. Олимпия остаётся у брата, а Адам направляется к Эдварду, в разговоре с которым выясняется, что Эдварда и всех гостей, которые были у него 29 июля, вызвали на допрос. Адам идёт к дому Лили и старается с ней встретиться. Утром арестовывают Олимпию за попытку убийства ксендза Деревацкого, а Адам сам сдаётся в руки правосудия.
Арестовывают Юзефа Гадину, который обвинил Эвку, что она виновна в его аресте, на что она кричала: «Это не я!». Гнот начинает требовать от Эвки деньги за то чтобы он не рассказывал, то что он видел ночью.
Начинается рассмотрение дела в суде. Главные обвиняемые господа Торские. Судья Ковнацкий старается выяснить были ли использованы деньги умершего ксендза для погашения больших долгов Торских, которые создал Адам, своей разгульной жизнью. Адаму предъявляют обвинение потому, что на его сапогах была грязь такая же как на Островке, через который идёт дорога из Торок в Болшов и он мог принимать участие в нападении на ксендза ночью и у него нет явного алиби. Графиню Торскую из-за того, что она знала о намерениях ксендза переписать всё на фонд для бедных, не оставив Адаму ни гроша.
В суд вызывают Эвку Подгайную как свидетеля, но она сбегает к своему брату. При попытке ареста она делает попытку скрыться бегством, во время которой её убивают. Во время рассмотрения дела как свидетель выступает Деменюк, показания которого оправдывают Адама и объясняют почему на его сапогах была грязь с Островка. В тюрьме тем временем вешается Юзеф Гадина, который рассказал, что взял у ксендза 300 злотых. Адама освобождают и он направляется домой, его нагоняет Лили, которая посещает каждое заседание и предлагает встретиться у неё дома. Адам идёт на кладбище на могилу графа Торского, где достаёт деньги из его могильного памятника. Адам и Лили встречаются и пылко занимаются любовью. После чего Адам встаёт и направляется к туалетному столику. Лили проснувшись ищет своего возлюбленного и находит его возле туалетного столика — будто он заснул на нём — на самом деле он убил себя, вонзив маникюрные ножницы себе в висок. Тем временем в суде оправдывают графиню Торскую, которая со своим братом направляется к нему домой, где за праздничным столом ждут Адама.
События же 29 июля разворачивались следующим образом (зритель может их полностью воссоздать по фрагментам, которые возникают до конца фильма): утром отец Нестор отправляя службу, понимает, что близка его смерть, поскольку во время службы грезит. Потом, по просьбе Юрка Деменюка, разговаривает с его дочерью Маланкою на дворе кузнеца Гердера — его заклятого врага, чтобы она не любилась с баричем (Адамом Торским), на что она его успокаивает и говорит, что это в прошлом. После разговора с Гердером Нестор понимает, что напрасно прожил жизнь — разменял любовь к людям на деньги. Отец Нестор решает из своего капитала сделать фонд для бедных, о чём делится с графиней. Графиня ничего и слышать не хочет, считая, что Нестор должен записать всё на Адама, своего сына. Во время выяснения отношений отцу Нестору становится плохо.
Отец Нестор утверждается в своём желании переписать всё своё имущество на бедных и боится того, что Торские его убьют и потому просит Деменюка узнать пустит ли кузнец Гердер его на ночлег, а рано утром поехать во Львов к нотариусу. Кузнец соглашается, но об этом становится известно Олимпии. На 3 часа вечера в усадьбу Торских приглашены друзья Адама: Эдвард Чапский, Станислав Калясантый, Альфонс Дзержикрай, Эмиль Доленга, Тадеуш Розвадинский. Они ужинают и приглашают к столу отца Нестора. Потом Адам с гостями направляется в свою усадьбу в Болшове, которая находится неподалёку с Торками — именным владением князей Торских. Гости отдыхают, пока Адам с Эмилем катаются на конях, Станислав и Эдвард находят в одной из комнат Маланку, которая мирно спит и пытаются её изнасиловать. От воплей Маланки прибегает Адам и старается её защитить, она же освободившись бежит куда глаза глядят — на болота, на Островок. Адам старается её догнать и возвратить, ему помогает его лакей Игнаций, а потом и отец Маланки. Адам отправляет Деменюка с Игнацием и Маланкой, а сам остаётся на болоте. Тем временем в имении Торских, Гадина с Подгайной ночью грабят ксендза Деревацкого забирая у него 300 злотых, которые он перепрятывает по углам. Это всё видел Гнот. В это время в имении появляется молодой граф, который видел Подгайную, Гадину и Гнота. Появляется графиня Торская, которой Адам сообщает, что у отца Нестора уже были гости до них и они направляются в его флигель. Графиня накручивает Адама, чтобы не жалел Деревацкого, так как он не пожалел его, но Адам не отваживается ударить его молотком по голове. Просыпается ксёндз и видит Адама и Олимпию, после чего графиня бросается на ксендза и бьёт молотком по телу. Адам стоит ошеломлённый, а потом отталкивает мать, стаскивает ксендза с кровати и начинает душить.

## В ролях

### В главных ролях
- Зинаида Дехтярёва — Олимпия Торская, графиня
- Алексей Богданович — Адам Торский, граф, её сын
- Жан Мельников — Нестор Деревацкий
- Юрий Критенко — Ковнацкий, судья

### В ролях
- Алексей Горбунов — Пётр Шпанг, следственный агент
- Анна Кондаракис — Лили, француженка
- Дворовые пани Олимпии:
  - Наталья Сумская — Эвка Подгайная
  - Валентин Троцюк — Юзеф Гадина
  - Елизавета Слуцкая — Гандзя Михалицкая
  - Фёдор Пазенко — Владек Михалицкий
  - Василий Должиков — Ян Луцьо
  - Вадим Шайдров — Павел Герасимович
  - Саша Фаюстов — мальчик, помощник Павла Герасимовича
  - Борис Романов — Казимир Гнот
  - Пётр Бенюк — Ян Яйко
  - Алексей Дроников — Юзеф Калиновский
  - Тарас Кирейко — Ян Калиновский
- Инна Капинос — Олимпия в молодости
- Вадим Яковенко — Нестор в молодости
- Артём Любченко — Адам в детстве
- Виталий Полусмак — граф Торский
- Кристина Ланская — мать Олимпии
- Александр Коленко — отец Олимпии
- Сергей Мезенцев — Эдвард Чапский, друг Адама Торского
- Анатолий Пазенко — Станислав Калясантый, друг Адама Торского
- Виктор Сарайкин — Альфонс Дзержикрай
- Владимир Левицкий — Эмиль Доленга
- Олег Масленников — Тадеуш Розвадинский
- Иосиф Найдук — Юрий Деменюк
- Светлана Круть — Маланка Деменюк, дочь Юрия
- Виктор Лексиков — Эдмунд Шмидт, доктор
- Александр Кузьменко — Бронислав, лакей Эдварда
- Владимир Горобей — Игнаций Полянский, лакей Адама
- Анна Наталушко — Марта Краковецкая, служанка Адама (в титрах Алла Наталушко)
- Александр Гай — Симонович, президент Высшего Краевого Суда
- Александр Гринько — Гиртлер, прокурор
- Валерий Денисов — ксёндз Крулицкий
- Богдан Кох — Сендер Хотинер
- Владимир Коляда — Гердер, кузнец
- Анатолий Кравчук — Станислав Поляновский, посол Сейма Крайового, брат Олимпии
- Виктор Щербаков — Стебельский, судья
- Сергей Кустов — доктор Роинский, адвокат
- Лев Перфилов — доктор Дулемба, адвокат
- Жандармы:
  - Юрий Вервейко — офицер жандармерии
  - Николай Малашенко — жандарм
  - Михаил Игнатов — жандарм
- Присяжные заседатели:
  - Вячеслав Воронин — Домашевский
  - Леонид Данчишин — Богдан
  - Вячеслав Сумской — Дуневич
  - Валерий Шибаев — Топольницкий
  - В. Заярний — Ликендорф
- Борис Триус — Стенографист
- Леонид Кисловский — Семенски-Левицки, князь
- Б. Мартынюк — греко-католический парох
- С. Вольфсон — Фейфель Герстманн
- Журналисты:
  - Ю. Глущук
  - Галина Давыдова
  - Г. Маякова
  - Сергей Мельниченко
  - Юрий Пахомов
  - В. Стаханов
  - Вадим Тадер
  - Михаил Фица
- О. Журавлёва — Ванда Поляновська
- Владимир Шныпарь — ростовщик
- В. Ильющенко — брат Эвки
- Татьяна Фролова — гувернантка

## Съёмочная группа
- Авторы сценария:
  - Олег Бийма
  - Леонид Мужук
  - Виктор Политов
- Режиссёр-постановщик: Олег Бийма
- Оператор-постановщик: Алексей Зоценко
- Художник-постановщик: Эдуард Колесов
- Художник-декоратор: Виталий Клебановский
- Композитор: Владимир Гронский
- Национальный симфонический оркестр Украины
  - Дирижёр: Владимир Сиренко
- Директор картины: Сергей Саакян

## Награды и премии
- 1996 — Указом Президента Украины от 29 февраля 1996 года «О присуждении Государственной премии Украины имени Тараса Шевченко» награждены за сериалы художественных телевизионных фильмов «Западня» (1993) и «Преступление со многими неизвестными» (1993) производства студии «Укртелефильм»:
  - Олег Бийма, режиссёр-постановщик
  - Владимир Гронский, композитор
  - Алексей Зоценко, оператор-постановщик
  - Ольга Сумская, Анатолий Хостикоев, Алексей Богданович, Зинаида Дехтярёва, исполнители ролей[1]

## Факты
- В основу фильма положены реальные события, описанные Иваном Франко в серии криминальных репортажей для газеты «Kurjer Lwowskі» за 1889 год. Мотивы тех событий использованы писателем в повести «Основы общественности»
- Романс Станислава Монюшко «Золотая рыбка» звучит в исполнении Ирины Захарко
- Съёмки усадьбы графа Адама происходили во дворце в Оброшино, недалеко от Львова
- В роли зала судебного заседания — актовый зал музея Этнографии и художественного промысла (г. Львов, пр. Свободы, 15).
- Усадьба родителей графини Олимпии снималась в Подгорецком замке (Львовская обл., Бродовский район.).

### Несоответствия и ошибки
- Господин Калясантый произносит тост (3 серия): «…в небе вместо птиц всё чаще летают аэропланы и дирижабли…» — первый аэроплан братьев Райт взлетел лишь в 1903 году. При этом действие фильма происходят летом 1888 года.
- Отец Нестор убирает деньги со стола (4 серия), чтобы их не увидела графиня Торская. Одна купюра падает на пол и, можно увидеть, что на ней написано по-немецки «Zwanzіg Kronen» — 20 крон. Данная купюра была отпечатана в 1913 году и кроны в Австро-Венгрии заменили флорины (в фильме гульдены, злотые) в 1892 году.
- Во время судебного процесса, когда Адам Торский даёт показания (6 серия), говорит, то об июле, то об августе — на самом деле всё состоялось с 29 по 31 июля 1888 года.